# Калин, Николай Григорьевич
Николай Григорьевич Калин — советский хозяйственный, государственный и политический деятель, Герой Социалистического Труда.

## Биография
Родился в 1900 году в деревне Большой Двор. Член ВКП(б).
С 1911 года — на хозяйственной, общественной и политической работе. В 1911—1960 гг. — на бумажной фабрике «Сокол», сотрудник уездного комитета, уполномоченный гужтрудартели, председатель кооперативного картофелеводческого товарищества, инструктор райколхозсоюза, председатель артели инвалидов в Соколе, председатель Рабангского сельсовета, председатель колхоза «Красный Борок» Сокольского района Вологодской области, председатель Кадниковского горсовета Сокольского района.
Указом Президиума Верховного Совета СССР от 2 сентября 1950 года присвоено звание Героя Социалистического Труда с вручением ордена Ленина и золотой медали «Серп и Молот».
Избирался депутатом Верховного Совета РСФСР 3-го созыва.
Умер в сентябре 1976 года.